# Malik Beširević
Malik Beširević (* 1. April 1972 in Banja Luka) ist ein ehemaliger deutscher Handballspieler und heutiger -trainer. Er ist 1,94 m groß und wiegt 94 kg.

## Karriere
Malik Beširević spielte anfänglich für Borac Banja Luka sowie für Rudar Labin in Kroatien. 1993 wechselte er zum niederländischen Verein Sittard. Hier nahm der Handballtorwart die niederländische Staatsangehörigkeit an und verpflichtete sich hierdurch fünf Jahre für die Nationalmannschaft zu spielen. Mit Sittard gewann er vier Meisterschaften und drei Pokalsiege. Zusätzlich wurde er 1999 zum Handballer des Jahres gekürt.
2000 wurde er von GWD Minden verpflichtet. Bis auf die Saison 2002/03, in der er für den spanischen Verein CB Cantabria Santander auflief, hütete er seitdem in Minden das Tor. Am 29. November 2007 nahm er die deutsche Staatsbürgerschaft an. Im Sommer 2009 wollte Beširević zur HSG Nordhorn-Lingen wechseln, jedoch entschied er sich nach dem Zwangsabstieg der HSG in die 2. Bundesliga für den spanischen Verein Portland San Antonio.
Ab 2011 war Malik Beširević beim Mindener Viertligisten TSV Hahlen als Torwarttrainer, Reserve-Torwart und in der Talententwicklung tätig. Im Sommer 2014 übernahm er das Traineramt vom Landesligisten HSG EURo und begann kurz darauf zusätzlich als Torwarttrainer bei GWD Minden zu arbeiten. Im Januar 2015 trennte sich die HSG EURo von ihm. Im Sommer 2017 endete auch seine Arbeit als Torwarttrainer in Minden.
Er bestritt 33 Länderspiele für die niederländische Nationalmannschaft und zwei Länderspiele für die bosnische Nationalmannschaft.

## Erfolge
1997: Niederländischer Meister
1998: Niederländischer Meister und Pokal
1999: Niederländischer Pokal und Supercup
1999: Niederländischer Handballer des Jahres in Holland